# Wolffia elongata
Wolffia elongata är en kallaväxtart som beskrevs av Elias Landolt. 
Wolffia elongata ingår i släktet Wolffia och familjen kallaväxter. Inga underarter finns listade.